# It's a Big Daddy Thing
Albums de Big Daddy Kane
Long Live the Kane
(1988) Taste of Chocolate
(1990)
Singles
1. I Get The Job Done
Sortie : 1989
2. Rap Summary (Lean On Me)
Sortie : 1989
3. Smooth Operator
Sortie : 1989

It's a Big Daddy Thing est le deuxième album studio de Big Daddy Kane, sorti le 15 septembre 1989.
L'album s'est classé 4e au Top R&B/Hip-Hop Albums et 33e au Billboard 200.

## Liste des titres
| No  | Titre                                                                 | Contient un (des) sample(s) de | Durée |
| --- | --------------------------------------------------------------------- | --- | ----- |
| 1.  | It's a Big Daddy Thing                                                | Looking Out My Window de Tom Jones Scratchin' de The Magic Disco Machine | 3:20  |
| 2.  | Another Victory                                                       | Melting Pot de Booker T. and the M.G.'s Ain't No Half-Steppin' de Big Daddy Kane | 4:50  |
| 3.  | Mortal Combat                                                         | It's a Man's Man's Man's World de James Brown Funky Drummer de James Brown I Get Lifted de KC and the Sunshine Band featuring George McCrae Your Arms Too Short to Box With God de Delores Hall | 5:23  |
| 4.  | Children R the Future                                                 | Miss Wonderful de Rudy Ray Moore Rapper's Delight du Sugarhill Gang | 3:56  |
| 5.  | Young, Gifted and Black                                               | I'll Play the Blues for You d'Albert King | 3:11  |
| 6.  | Smooth Operator                                                       | The Champ des Mohawks Do Your Thing d'Isaac Hayes Impeach the President des Honey Drippers Let's Get It On de Marvin Gaye Sexual Healing de Marvin Gaye All Night Long des Mary Jane Girls Put Your Hands Together d'Eric B. and Rakim | 4:37  |
| 7.  | Calling Mr. Welfare (featuring DJ Red Alert)                          | The Chicken de James Brown The Message from the Soul Sisters de Vicki Anderson Ice Cream Man d'Eddie Murphy | 4:20  |
| 8.  | Wrath of Kane (Live)                                                  | | 5:02  |
| 9.  | I Get the Job Done                                                    | Catch a Groove de Juice | 5:25  |
| 10. | Ain't No Stoppin' Us Now                                              | Funky President de James Brown Love's Theme de Fausto Papetti Ain't No Stopping Us Now (Special Disco Version) de McFadden & Whitehead The New Rap Language de Spoonie Gee & The Treacherous Three | 3:21  |
| 11. | Pimpin' Ain't Easy (featuring Nice & Smooth, Scoob Lover et Ant Live) | Do the Funky Penguin de Rufus Thomas | 4:09  |
| 12. | Big Daddy's Theme                                                     | Go on With Your Bad Self de Consumer Report | 2:05  |
| 13. | To Be Your Man (featuring Blue Magic et Chuck Stanley)                | | 5:43  |
| 14. | House That Cee Built (featuring Mister Cee)                           | Mighty Mouse Theme de Philip A. Scheib et Marshall Barer The House That Jack Built d'Aretha Franklin It's a New Day So Let a Man Come in and Do the Popcorn de James Brown Fat Albert Theme d'Ed Fournier et Ricky Sheldon Blame It on the Boogie des Jackson Five Feel Good, Party Time de J.R. Funk and the Love Machine Jump to It d'Aretha Franklin Raw de Big Daddy Kane Children's Story de Slick Rick Ain't No Half-Steppin' de Big Daddy Kane Set It Off de Big Daddy Kane I'll Take You There de Big Daddy Kane Just Got Paid de Johnny Kemp Just Rhymin' With Biz de Big Daddy Kane featuring Biz Markie Mister Cee's Master Plan de Big Daddy Kane Word to the Mother (Land) de Big Daddy Kane Wrath of Kane de Big Daddy Kane | 5:24  |
| 15. | On the Move (featuring Scoob Lover et Scrap Lover)                    | I Feel Like Dynamite by King Floyd | 5:17  |
| 16. | Warm It Up, Kane                                                      | Big Bad John de Big John Hamilton Wanna Be Startin' Somethin' de Michael Jackson The Way You Love Me de Karyn White | 4:12  |
| 17. | Rap Summary (Lean on Me) (Remix)                                      | | 5:12  |